# パンディット

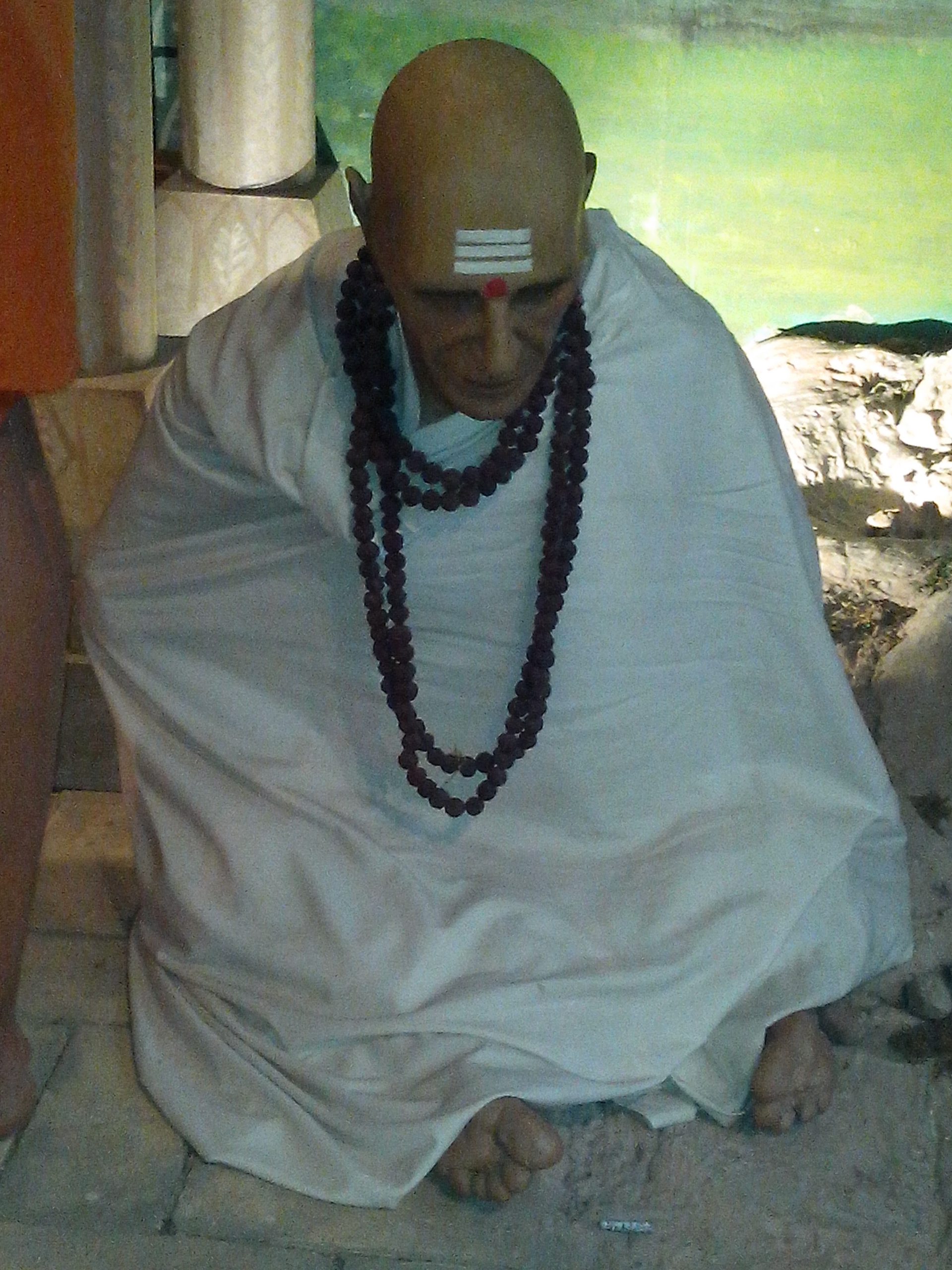
博物館にある歴史的なパンディットの像

パンディット（Pandit、サンスクリット: पण्डित、ヒンディー語: पंडित、スペルはpunditとも、発音[ˈpʌndɪt, ˈpændɪt]、Pt.またはPdtと略される）、（パンディタニまたはパンディティンとして女性のパンディットまたはパンディットの妻を指すことができる）は、バラモン学者、またはヒンドゥー教、特にヴェーダ経典、ダルマ、ヒンドゥー哲学に関する知識分野の教師、グルまたは音楽などの世俗的な文化等を体現した人物のことである。
モニエル・モニエル＝ウィリアムズによると、サンスクリットでは、パンディットは通常、専門知識を持つ「賢明な、教育を受けた、または学んだ男」を指す。この用語は「収集する」「重ねる」「積み重ねる」を意味する「paṇḍ（पण्ड्）」に由来し、この流れから「知識」の意味で使用される。この用語は、ヴェーダおよびヴェーダ以降の文章に見られるが、社会学的な文脈はない。植民地時代の文献では、この用語は一般にヒンドゥーの法律に特化したバラモンを指している。
関連する用語「プロヒト」は、司祭を指している。

## 参照
- パンディット (Pundit) - コメンテーターのこと
- プロヒト (Purohit)
- プジャリ (Pujari)